# Lamellipodio
I lamellipodi sono estensioni temporanee della membrana cellulare coinvolte nel movimento delle cellule prodotte dall'azione di microfilamenti di actina del citoscheletro.
I fibroblasti del tessuto connettivo sottocutaneo, produttori di collagene e di elastina, emettono lamellipodi  dando loro un movimento chiamato fibroblastico.